# Ruth Llopis
Ruth Llopis (20 de marzo de 1980, Ciudadela, Menorca) es una actriz menorquina de cine, teatro y televisión.

## Biografía
Nacida en Ciudadela el 20 de marzo de 1980, es hija de padres actores. Llopis se formó como actriz en el Estudio Nancy Tuñón de Barcelona entre 2007 y 2011.

## Trayectoria
Entre 2013 y 2015 formó parte del elenco principal de la obra de teatro El rei borni dirigida por Marc Crehuet.En 2016, la obra fue adaptada al cine, proyecto en el que Llopis también participó y por el que fue nominada a 'Mejor actriz protagonista' en los Premios Gaudí de 2017.
En 2015 formó parte del elenco de la película coral Barcelona, noche de invierno. Participó en el thriller Contratiempo en 2016, con actrices de la talla de Bárbara Lennie o Ana Wagener.También ese año empezó a formar parte de la serie diaria de Antena 3 El secreto de Puente Viejo interpretando a Adela. Llopis participó en más de 600 capítulos hasta 2019, que abandonó la ficción.
Desde 2020 forma parte del reparto recurrente de la serie de Netflix Valeria, interpretando a Rebeca, hermana de la protagonista.
En 2022 estrenó la serie de Netflix Smiley, dirigida por de Guillem Clua y basada en la obra de teatro homónima.Además formó parte del reparto de la serie Sicília sense morts, basada en la novela homónima de 2015.